# Hanns Jelinek
Hanns Jelinek, pseudonymy Hanns Elin, H. J. Hirsch, Jakob Fidelbogen (5. prosince 1901 Vídeň – 27. ledna 1969 tamtéž) byl rakouský hudební skladatel a pedagog.

## Život
Jeho otec přišel do Vídně jako dělník z Čech. Hans od šesti let hrál na housle a od sedmi let na klavír. V šestnácti letech mu zemřel otec. V roce 1918 vstoupil do nově vytvořené Komunistické strany Rakouska (KPÖ). V letech 1918–1919 navštěvoval kompoziční semináře Arnolda Schönberga na Schwarzwaldschule ve Vídni, se zaměřením na kontrapunkt a harmonii a soukromé lekce u Schoenbergova žáka Albana Berga V roce 1920 začal studovat na Vídeňské hudební akademii. Jeho učitelem byl Franz Schmidt. V roce 1922 musel však studia finančních důvodů ukončit a dále se vzdělával jako samouk.
Aby se uživil jako nezávislý skladatel, hrál na klavír v barech a v kinech a komponoval pod pseudonymem „Hanns Elin“ populární a taneční hudbu. Od roku 1934 (počínaje svým 2. smyčcovým kvartetem op. 13) komponoval pouze dvanáctitónovou technikou. V roce 1956 zkomponoval skladbu Three Blue Sketches op. 25 v níž spojuje spojuje dodekafonii a jazz.
V roce 1958 se stal pedagogem na Vysoké škole hudební ve Vídni a v roce 1965 byl na této škole jmenován profesorem. Z mnoha jeho studentů vynikli zejména Petr Kotík, Gunnar Sønstevold, Walter Szmolyan, Igor Štuhec, Erich Urbanner, Bojidar Dimov a Heinz Karl Gruber.
Zemřel ve Vídni 27. ledna 1969 a byl pohřben na vídeňském Ústředním hřbitově Zentralfriedhof.

## Vyznamenání
- Cena Johna Hubbard (1932)
- Cena města Vídně (1947)
- Velká rakouská státní cena za hudbu (1966)

## Dílo

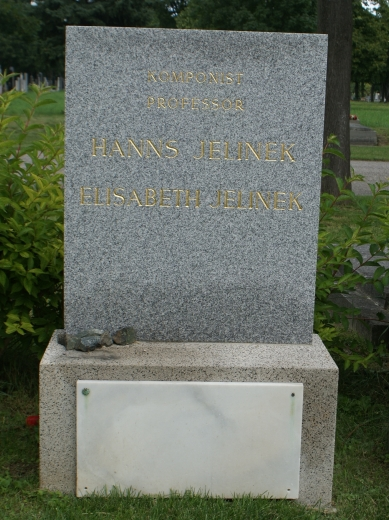
Hrob Hannsa Jelinka ve Vídni.

Jeho tvorba zahrnuje: šest symfonií, 2 smyčcové kvartety, suity, písně, komorních skladby, ale také skladby lehčích žánrů a filmovou hudbu. Kromě toho jako součást svého pedagogického působení napsal i několik teoretických spisů, především z oblasti dodekafonie.

### Výběr skladeb
- 13 malých písní op. 1 (1927)
- Preludium, Passacaglia a Fuga pro komorní orchestr op. 4 (1922)
- Three Blue Sketches op. 25
- 3 písně na texty Ericha Kästnera (1930)
- 1. smyčcový kvartet op. 10 (1931)
- Suita pro smyčcový orchestr op. 11 (1931)
- Sinfonia concertante (Symfonie č. 4) pro smyčcový kvartet a velký orchestr op. 12 (1931)
- 2. smyčcový kvartet op. 13 (1934-35)
- Bubi Caligula (opereta, 1947-53)
- Zwölftonwerk op. 15 (1947-52)
- Sinfonia brevis op. 16 (1948-50)
- Concertino pro smyčce op. 17 (1951)
- Fantasie pro klarinet, klavír a orchestr op. 18 (1951)
- Dvanáctitónový slabikář pro klavír op. 21 (1953-54)
- Sinfonia concertante (Symfonie č. 6) op. 22 (1953)
- Autoportrét Marca Aurelia pro vypravěče a 4 instrumentalisty op. 24 (1954)
- Houslová sonáta op. 27 (1956)
- Unterwegs (Na cestách), kantáta na slova Franze Kießlinga pro soprán, vibrafon a kontrabas, op. 28 (1957)
- 4 písně na slova básní Franze Kießlinga pro střední hlas a klavír op. 29 (1957)
- The Dances around the Steel Blue Rose (balet, 1956-59)
- Canon nuptiale pro smíšený sbor (1959)
- Zehn zahme Xenien pro housle a klavír op. 32 (1960)
- Rai Buba Etüde pro klavír a velký orchestr op. 34 (1962)

### Muzikologická díla
- Musikalisches Hexeneinmaleins. In: Österreichische Musikzeitschrift. 6. Jg., 1951.
- Anleitung zur Zwölftonkomposition nebst allerlei Paralipomena. 2 Bände. Wien 1952.
- Die krebsgleichen Allintervallreihen. In: Archiv für Musikwissenschaft. 18. Jg., 1961.
- Musik in Film und Fernsehen. In: Österreichische Musikzeitschrift. 23. Jg., 1968.

### Filmová hudba
- Liebe ist zollfrei (1941)
- Königin der Landstraße (1948)
- Frühling auf dem Eis (spoluautor Nico Dostal) (1951)
- Omaru – Eine afrikanische Liebesgeschichte (1956)
- Große Liebe (1966)